# Battaglia di Barbalisso
La battaglia di Barbalisso fu combattuta nel 252/253 tra le forze del re sasanide Sapore I e un esercito romano. La vittoria arrise ai Sasanidi.

## Contesto storico
La morte improvvisa dell'Imperatore Gordiano, non sappiamo se in battaglia o per mano del suo successore, il prefetto del Pretorio, Filippo l'Arabo, determinarono il ritiro delle armate romane ed il ritorno allo status quo ante almeno per otto anni fino al 252. Le Res gestae divi Saporis, epigrafe propagandistica dell'imperatore sassanide, raccontano:
(Res gestae divi Saporis, righe 8-9.)
Alcuni anni più tardi (attorno al 252), il re Cosroe II di Armenia fu ucciso su istigazione dei Sasanidi, poiché aveva tentato invano di invadere i territori persiani dell'Assiria (tra il 244 ed il 249), per vendicare lo scomparso re dei Parti, Artabano IV (appartenente anch'egli alla dinastia arsacide). Si racconta che il re armeno chiese inizialmente aiuto militare a Filippo l'Arabo, il quale, impegnato a risolvere importanti questioni interne oltre a respingere nuove e pressanti invasioni barbariche lungo il limes danubiano, dispose un invio di truppe ausiliarie (o comunque alleate ai Romani, dell'intero limes orientale) allo stesso re armeno. Il regno armeno divenne, quindi, protettorato persiano, mentre il figlio Tiridate trovò rifugio presso i Romani.

### Casus belli
Il casus belli viene riportato nelle Res gestae di Sapore, in cui si afferma, laconicamente, che "Cesare mentì ancora". Sapore potrebbe essersi lagnato con i Romani del mancato rispetto dell'impegno da parte romana, sancito dalla pace stipulata nel 244 con Filippo l'Arabo, di rinunciare ad intervenire nella politica del regno d'Armenia, contesa in precedenza da Sasanidi e Romani. È possibile che Treboniano Gallo stesse ammassando truppe sull'Eufrate per attaccare i Sasanidi. Questa seconda ipotesi spiegherebbe la presenza di un esercito così ingente come quello sconfitto a Barbalissos nei pressi della frontiera orientale, lo spostamento di alcune vexillationes della Legio II Parthica ad Apamea e di un'Ala di cavalleria (l'Ala I Flavia Britannica milliaria civium Romanorum proveniente dalla Pannonia), come pure la coniazione di antoniniani (necessari a pagare l'esercito) da parte della zecca di Antiochia.

## Battaglia
Nel 252 (o 253) Sapore attaccò la Mesopotamia romana. Lo scontro più importante fu proprio quello combattuto a Barbalissos, dove il re sasanide ebbe ragione di 60 000 Romani, secondo le Res gestae divi Saporis:
(Res gestae divi Saporis, riga 11-19 da Richard Stoneman, Palmyra and its Empire. Zenobia revolt against Rome, Michigan 1994, p.93.)

## Conseguenze
La sconfitta romana fu seguita da un periodo di intensa ostilità che portò, poco dopo, alla conquista sasanide della capitale provinciale Antiochia dove razziarono un ingente bottino e trascinarono con sé numerosi prigionieri, e, tre o quattro anni più tardi, della fortezza frontaliera di Doura Europos (nel 256), in Siria.